# سفارة فيتنام في أوكرانيا
سفارة فيتنام في أوكرانيا هي أرفع تمثيل دبلوماسي لدولة فيتنام لدى أوكرانيا. تقع السفارة في كييف وهي تهدف لتعزيز المصالح الفيتنامية في أوكرانيا.

## وصلات خارجية
- الموقع الرسمي
- قائمة سفارات فيتنام
- قائمة السفارات في أوكرانيا